# Sabacon iriei
Espèce
Sabacon iriei est une espèce d'opilions dyspnois de la famille des Sabaconidae.

## Distribution
Cette espèce est endémique de Kyūshū au Japon. Elle se rencontre dans la préfecture de Kumamoto à Yatsushiro dans la grotte Yayama-daké-no-tateana.

## Description
Les mâles mesurent de 1,2 à 1,6 mm et les femelles de 1,8 à 2,2 mm.

## Systématique et taxinomie
Cette espèce a été décrite par Suzuki en 1974.

## Étymologie
Cette espèce est nommée en l'honneur de Teruo Irie.

## Publication originale
- Suzuki, 1974 : « The Japanese species of the genus Sabacon (Arachnida, Opiliones, Ischyropsalididae). » Journal of Science of the Hiroshima University, sér. B, vol. 25, p. 83–108.